# Thaumalea brevidens
Thaumalea brevidens är en tvåvingeart som beskrevs av Edwards 1929. Thaumalea brevidens ingår i släktet Thaumalea och familjen mätarmyggor.
Artens utbredningsområde är Österrike. Inga underarter finns listade i Catalogue of Life.